# Abd al-Mu'min
Abd al-Mu'min (عبد المؤمن, DMG ʿAbdu 'l-Muʾmin; Zentralatlas-Tamazight ⵄⴰⴱⴷ ⵍⵎⵓⵎⵏ ⵍⴳⵓⵎⵉ; * ca. 1094 in Tagra, Reich der Hammadiden; † 1163 in Rabat, Reich der Almohaden) war von 1130 bis 1163 erster Kalif der maghrebinischen Dynastie der Almohaden.

## Biografie
Abd al-Mu'min ibn Ali ibn Makluf ibn Dschala al-Chumi war Berber und entstammte einem Zanatastamm aus der Gegend um Tlemcen. Im Jahr 1117 schloss er sich in Bidschaya (heute Bejaja) Ibn Tumart an, der unter den Masmudastämmen des Hohen Atlas seine Theologie verbreitete. Als Mahdi bildete er nach 1121 den Bund der Almohaden („Bekenner der Einheit“ Gottes) für den Kampf gegen die Almoraviden.
Schon zu Lebzeiten von Ibn Tumart wichtiger militärischer Führer der Almohaden, ernannte ihn dieser vor seinem Tod zum Nachfolger. Der Tod von Ibn Tumart wurde drei Jahre lang geheim gehalten, so dass Abd al-Mu'min seine Herrschaft festigen konnte. Dabei kam Widerstand vor allem von den Angehörigen des Ibn Tumart, die die Herrschaft eines Stammesfremden, der Abd al-Mu'min als Zanata-Berber war, nicht anerkennen wollten. Mit der Hilfe von Abu Hafs Umar konnte sich Abd al-Mu'min durchsetzen und auch Sanhadschastämme in die Bewegung der Almohaden einbeziehen.
Nach der Sicherung der Führungsrolle begann Abd al-Mu'min im Jahr 1140 mit der Unterwerfung Nordmarokkos. Nachdem der in Diensten der Almoraviden stehende christliche Söldnerführer ar-Rubartair (Reverter) im Jahr 1144 gefallen war, verloren die Almoraviden ihre wichtigste militärische Stütze, da ein Großteil der Truppen zu den Almohaden überlief. Im Jahr 1145 erlitten die Almoraviden unter Taschfin ibn Ali bei Oran eine schwere Niederlage. Mit der im Folgejahr gelungenen Eroberung von Fès wurde ganz Nordmarokko unterworfen. Im Jahr 1147 stürmten die Almohaden Marrakesch und stürzten die Almoraviden. Aufstände gegen die Almohaden wurden blutig niedergeschlagen; gleichzeitig wurde die Bewegung der Almohaden von Rebellen und vermeintlichen Oppositionellen gesäubert – etwa 30.000 Rebellen sollen hingerichtet worden sein.

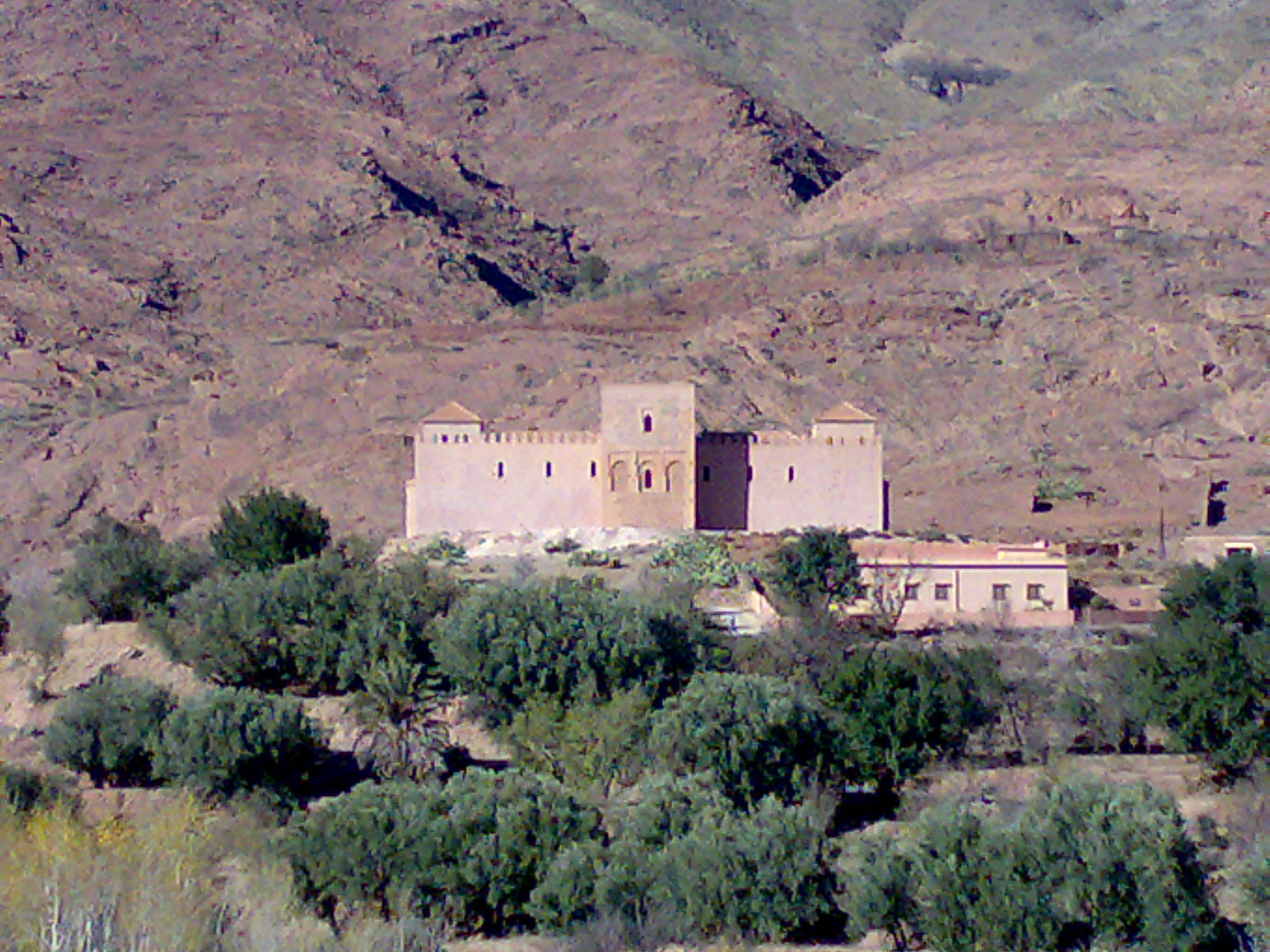
Moschee von Tinmal (um 1153/4)

Im Jahr 1149 vernichtete Abd al-Mu'min die Bargawata-Berber und gründete in Rabat ein großes Heerlager. In der Folgezeit eroberte er das Hammadidenreich (1151) und besiegte die vereinigten Beduinen der arabisch-stämmigen Banu Hilal bei Bejaja. Sie wurden teilweise nach Marokko umgesiedelt und bildeten somit den Keim für eine weitgehende Arabisierung des Landes. Nach der Organisation der Eroberungen in Algerien wurde in den Jahren 1159 und 1160 mit 200.000 Mann das Ziridenreich in Ifrīqiya erobert und die Beduinen erneut geschlagen. Auch Tripolitanien geriet unter almohadische Herrschaft, womit der Maghreb erstmals vereinigt war. Durch Handelsverträge mit Genua, Pisa, Venedig, Sizilien und Marseille wurde der Handel mit den europäischen Handelszentren im Mittelmeerraum organisiert.

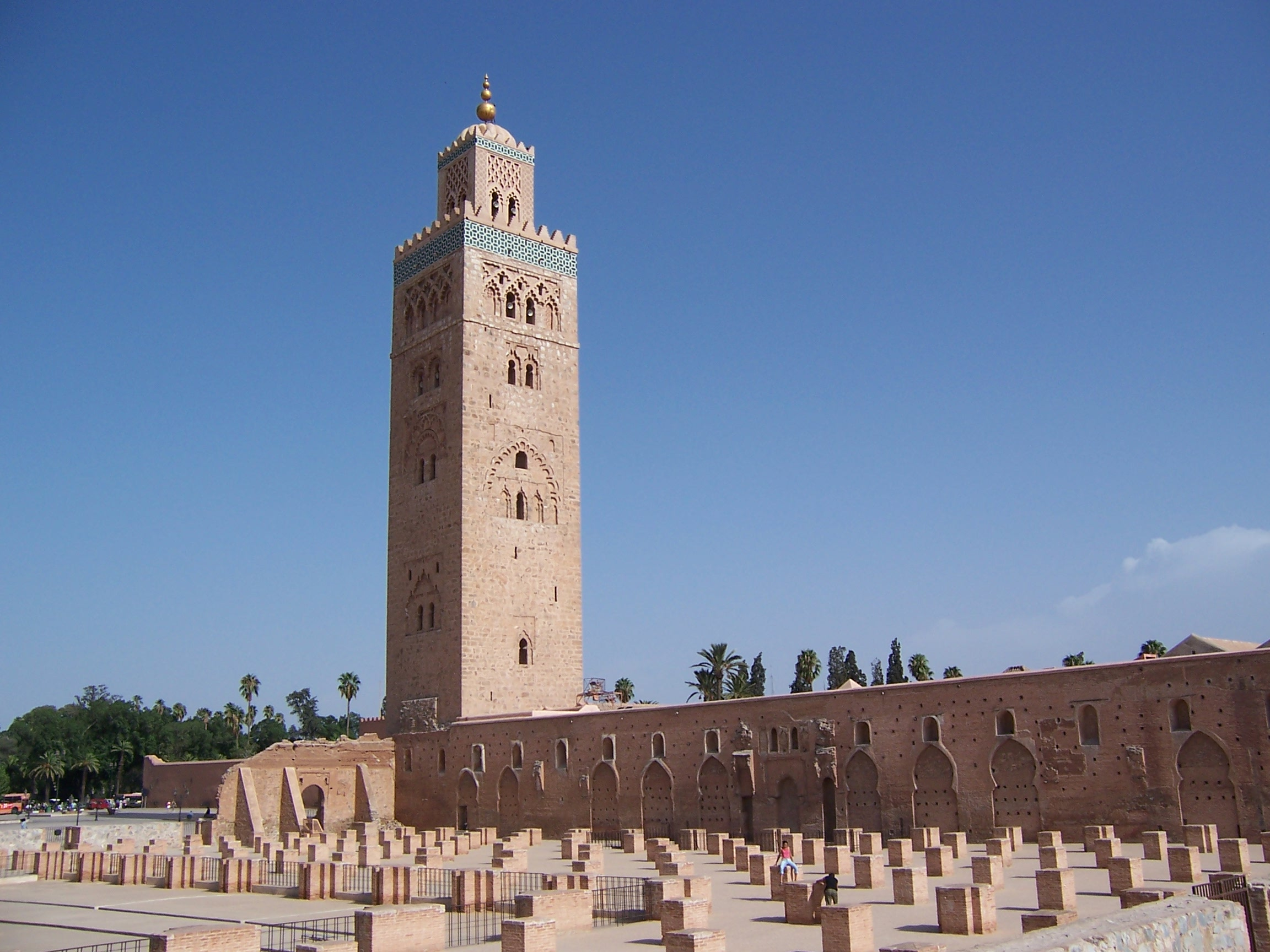
Koutoubia-Moschee, Marrakesch (1147–1157), Ruinen des ersten Baus und Neubau

Schon im Jahr 1146 begannen die Almohaden unter Abd al-Mu'min mit der Unterwerfung Andalusiens, die sich aber durch den Widerstand von Ibn Mardanīsch verzögerte und erst unter seinem Nachfolger Abu Yaqub Yusuf I. (reg. 1163–1184) abgeschlossen werden konnte. Abd al-Mu'min zog noch im Jahr 1161 nach Andalusien zurück, bevor er 1163 in Rabat starb und in der Moschee von Tinmal neben Ibn Tumart bestattet wurde.

## Nachfolge
Abd al-Mu'mins ältester Sohn und Nachfolger Muhammad wurde nach kurzer Regentschaft im Jahr 1163 wieder abgesetzt, bevor Abu Yaqub Yusuf I. das Reich der Almohaden weiter konsolidieren konnte.

## Bautätigkeit
Unter Abd al-Mu'min begann eine umfangreiche Bautätigkeit im ganzen Reich, wobei vor allem die noch zu seinen Lebzeiten fertiggestellte Große Moschee von Taza (um 1145), die Moschee von Tinmal (1153/4) und die Koutoubia-Moschee in Marrakesch (1147–1157) hervorzuheben sind. In Rabat initiierte er den Bau der Festungsanlage der Kasbah des Oudaïas und stattete diese mit einem repräsentativen Torbau aus.